# Bruce Sterling
Michael Bruce Sterling (Brownsville, Texas, 1954. április 14. –) amerikai író, újságíró, kritikus, futurista, szónok és esszéista. Leginkább sci-fi regényeiről és az általa összeállított Mirrorshades című antológiáról vált ismertté. Sterling az 1980-as évek cyberpunk mozgalmának egyik legmeghatározóbb alakja volt, aki írt ugyan ilyen jellegű novellákat és regényeket, mégis inkább a mozgalom szellemi vezetőjének szerepét töltötte be, amellyel kiérdemelte a „Bruce elnök” becenevet.
Sterling több sikeres sci-fi-íróra is hatással volt. Ezek közé tartozik Neal Stephenson, Charles Stross, Alastair Reynolds és Daniel Suarez is. Magyarországon néhány novelláján kívül csak a William Gibsonnal közösen írt A gépezet című steampunk regénye jelent meg. A két szerző több közös novellát is írt.

## Pályája
Gyermekkorában sok időt töltött el Indiában, innen ered a bollywoodi filmek iránt érzett vonzalma.
Irodalmi karrierje az 1970-es években vette kezdetét. Involution Ocean című regényével kezdte pályafutását 1977-ben. Ebben az időszakban kezdte meg a Shaper/Mechanist univerzum kidolgozását is, néhány novellával. Az 1980-as évek elején ismerkedett meg azokkal az írókkal, akikkel később létrehozták a cyberpunk mozgalmát. Ezek közé tartozik William Gibson, Lewis Shiner, Rudy Rucker, John Shirley és Pat Cadigan. Az 1986-ban megjelent Mirrorshades című antológia és a korábban Vincent Omniaveritas álnéven szerkesztett Cheap Truth című fanzin vált az évek során a két legismertebb cyberpunk összeállítássá, és tette meg Sterlinget a mozgalom vezéregyéniségévé. Azonban az 1980-as évek végére lendületét vesztett mozgalom őt is elfordította a cyberpunktól. Egy cikkében (Cyberpunk in the 90's) búcsúzott a zsánertől, és a science fiction más szegleteibe tett kirándulást. Az 1990-es évek elején írták meg Gibsonnal közösen A gépezet című steampunk regényt, mely bár sikeresnek bizonyult, díjat nem tudtak nyerni vele. Legutóbb 2012-ben jelentkezett önálló regénnyel, a paranormális románc műfajú Love Is Strange-el.
Sterling 2005-ben vette el feleségül Jasmina Tešanović-ot, szerb írónőt és aktivistát. A mai napig utazgat a világban, és gyakran tart előadásokat különböző egyetemeken.

## Bibliográfia

### Regények
- Involution Ocean (1977)
- The Artificial Kid (1980)
- Schismatrix (1985)
- Islands in the Net (1988)
- A gépezet (The Difference Engine, 1990, magyarul: 2005) (William Gibson-al közösen)
- Heavy Weather (1994)
- Holy Fire (1996)
- Distraction (1998)
- Zeitgeist (2000)
- The Zenith Angle (2004)
- The Caryatids (February 2009)
- Love Is Strange (December 2012)

### Novelláskötetek
- Crystal Express (1989)
- Globalhead (1992)
- A Good Old-fashioned Future (1999)
- Visionary in Residence (2006)
- Ascendencies: The Best of Bruce Sterling (2007)
- Gothic High-Tech (2012)

### Ismeretterjesztő irodalom
- The Hacker Crackdown: Law and Disorder on the Electronic Frontier (1992)
- Tomorrow Now: Envisioning the next fifty years (2002)
- Shaping Things (2005)

## Magyarul
- William Gibson–Bruce Sterlingː A gépezet; ford. Juhász Viktor; Nagual Publishing, Bp., 2005 (Galaktika fantasztikus könyvek)

## Díjak, kitüntetések
- 2000 Arthur C. Clarke-díj a Distraction-ért. (regény)[3]
- 1999 Hajakava-díj a Taklamakan –ért. (novella)
- 1999 Hugo-díj a Taklamakan-ért. (novella)
- 1997 Hugo-díj a A kerékpárszerelő című írásáért. (novella)
- 1989 John W. Campbell-emlékdíj az Islands in the Net-ért. (regény)[4]